# Selección femenina de balonmano de Corea del Sur
La Selección femenina de balonmano de Corea del Sur es el equipo formado por jugadoras de nacionalidad surcoreana que representa a la Federación Surcoreana de Balonmano en las competiciones internacionales organizadas por la Federación Internacional de Balonmano (IHF) o el Comité Olímpico Internacional (COI).

## Historial

### Juegos Olímpicos
- 1936 - No participó
- 1972 - No participó
- 1976 - No participó
- 1980 - No participó
- 1984 -  Medalla de plata
- 1988 -  Medalla de oro
- 1992 -  Medalla de oro
- 1996 -  Medalla de plata
- 2000 - 4.ª plaza
- 2004 -  Medalla de plata
- 2008 -  Medalla de bronce
- 2012 - 4.ª plaza
- 2016 - 10.ª plaza
- 2020 - 8.ª plaza
- 2024 - 10.ª plaza

### Campeonatos mundiales
- 1978 - 10.ª-12.ª plaza
- 1982 - 6.ª plaza
- 1986 - 11.ª plaza
- 1990 - 11.ª plaza
- 1993 - 11.ª plaza
- 1995 -  Medalla de oro
- 1997 - 5.ª plaza
- 1999 - 9.ª plaza
- 2001 - 15.ª plaza
- 2003 -  Medalla de bronce
- 2005 - 8.ª plaza
- 2007 - 6.ª plaza
- 2009 - 6.ª plaza
- 2011 - 11.ª plaza
- 2013 - 12.ª plaza
- 2015 - 14.ª plaza
- 2017 - 15.ª plaza
- 2019 - 11.ª plaza
- 2021 - 14.ª plaza
- 2023 - 22.ª plaza
- 2025 - Clasificado

### Campeonatos de Asia
- 1987 -  Campeona
- 1989 -  Campeona
- 1991 -  Campeona
- 1993 -  Campeona
- 1995 -  Campeona
- 1997 -  Campeona
- 1999 -  Campeona
- 2000 -  Campeona
- 2002 -  Subcampeona
- 2004 -  Medalla de bronce
- 2006 -  Campeona
- 2008 -  Campeona
- 2010 -  Subcampeona
- 2012 -  Campeona
- 2015 -  Campeona
- 2017 -  Campeona
- 2018 -  Campeona
- 2021 -  Campeona
- 2022 -  Campeona
- 2024 -  Subcampeona

## Plantilla de la selección que ha conseguido una medalla olímpica
- Los Ángeles  1984:

Kim Kyung-Soon, Lee Soon-Ei,Jeong Hyoi-Soon, Kim Mi-Sook, Han Hwa-Soo,Kim Ok-Hwa,Kim Choon-Rye,Jeong Soon-Bok,Yoon Byung-Soon,
Lee Young-Ja, Sung Kyung-Hwa, Yoon Soo-Kyung, Son Mi-Ha
- Seúl 1988:

Han Hyun-Sook, Ki Mi-Sook,
Kim Choon-Rye, Kim Hyun-Mi,
Kim Kyung-Soon, Lee Ki-Soon,
Lim Mi-Kyung, Son Mi-Na,
Song Ji-Hyun, Suk Min-Hee, Sung Kyung-Hwa, Kim Myung-Soon.
- Barcelona 1992:

Cha Jae-Gyeong, Hong Jeong-ho, Jang Ri-Ra, Kim Hwa-Suk, Lee Ho-Yeon, Lee Mi-Yeong , Im Oh-Gyeong, Min Hye-Suk, Mun Hyang-Ja, Nam Eun-Yeong, Oh Seong-ok, Park Jeong-Rim,  Park Gap-Suk.
- Atlanta 1996:

Jo Eun-Hui, Han Seon-Hui,  Hong Jeong-ho, Kim Jeong-Sim, Kim Eun-Mi, Kim Jeong-Mi, Kim Mi-Sim,  Kim Rang, Lee Sang-Eun, Im Oh-Gyeong, Mun Hyang-Ja, Oh Seong-ok, Oh Yeong-Ran, Park Jeong-Rim, Gwak Hye-Jeong, Heo Sun-Yeong.
- Atenas 2004:

Oh Yeong-Ran, Mun Gyeong-Ha, U Seon-Hui, Heo Sun-Yeong, Lee Gong-Ju, Jang So-Hui, Kim Hyeon-Ok, Kim Cha-Yeon, Oh Seong-ok, Im Oh-Gyeong, Lee Sang-Eun, Myeom Bok-Hui, Choi Im-Jeong, Mun Pil-Hui, Heo Yeong-Suk.
- Pekín  2008:

An Jeong-Hwa, Bae Min-Hui, Choi Im-Jeong, Hong Jeong-ho, Heo Sun-Yeong, Kim Cha-Yeon, Kim Nam-Seon, Kim On-A,  Lee Min-Hui,  Mun Pil-Hui, Oh Seong-ok, Oh Yeong-Ran, Park Jeong-Hui, Song Hae-Rim.